# Noël Wells
Noël Wells, all'anagrafe Noël Kristi Wells (San Antonio, 23 dicembre 1986), è un'attrice e doppiatrice statunitense.
È conosciuta per il ruolo di Rachel Silva nella serie Netflix Master of None, come voce di Kelsey Pokoly nella serie animata di Cartoon Network Craig e come protagonista del Saturday Night Live, oltre che come sceneggiatrice, regista e interprete del film Mr. Roosevelt.

## Biografia
La Wells è nata a San Antonio, in Texas, da padre tunisino e da madre statunitense d'origini per metà messicane.
Wells studiò alla Memorial High Scool del Texas dove si laureò nel 2010.

## Filmografia

### Regista
- Mr. Roosevelt (2017)

### Attrice

#### Cinema
- The Do-Deca Pentathlo, regia di Jay Duplass e Mark Duplass (2012)
- Forev, regia di Molly Green e James Leffler (2013)
- Kate & Lily, regia di Grey Cusack (2016)
- Dreamland, regia di Robert Schwartzman (2016)
- The Mad Ones, regia di Aniruddh Pandit (2017)
- L'incredibile Jessica James (The Incredible Jessica James), regia di James C. Strouse (2017)
- Infinity Baby, regia di Bob Byington (2017)
- Old Haunt, regia di Andre Hyland (2018) - cortometraggio
- La radice del problema (Root Cause), regia di Frazer Bailey (2018)
- Live or Failure, regia di Andrea Gonzalez-Paul (2019)
- The Phantom 52, regia di Geoff Marslet (2019) - cortometraggio

#### Televisione
- The State of Us, serie TV (2007)
- SNL Sports Spectacular, regia di Don Roy King (2014) - film TV
- Master of None, serie TV (2015-2017)

### Doppiatrice
- Wander, serie animata (2013-2016)
- Craig (Craig of the Creek), serie animata (2018-in corso)
- Elena di Avalor (Elena of Avalor), serie animata (2016-2020)
- Star Trek: Lower Decks, serie animata (2020-in corso)

## Discografia

### Album
- 2019 - It's So Nice!

## Doppiatrici italiane
Nelle versioni in italiano dei suoi lavori, Noël Wells è stata doppiata da:
- Emanuela Damasio in Master of None[7]

Da doppiatrice è sostituita da:
- Joy Saltarelli in Star Trek: Lower Decks, Star Trek: Strange New Worlds
- Chiara Oliviero in Craig[8]
- Manuela Cenciarelli in Elena di Avalor[9]